# Criollo de Guinea-Bisáu

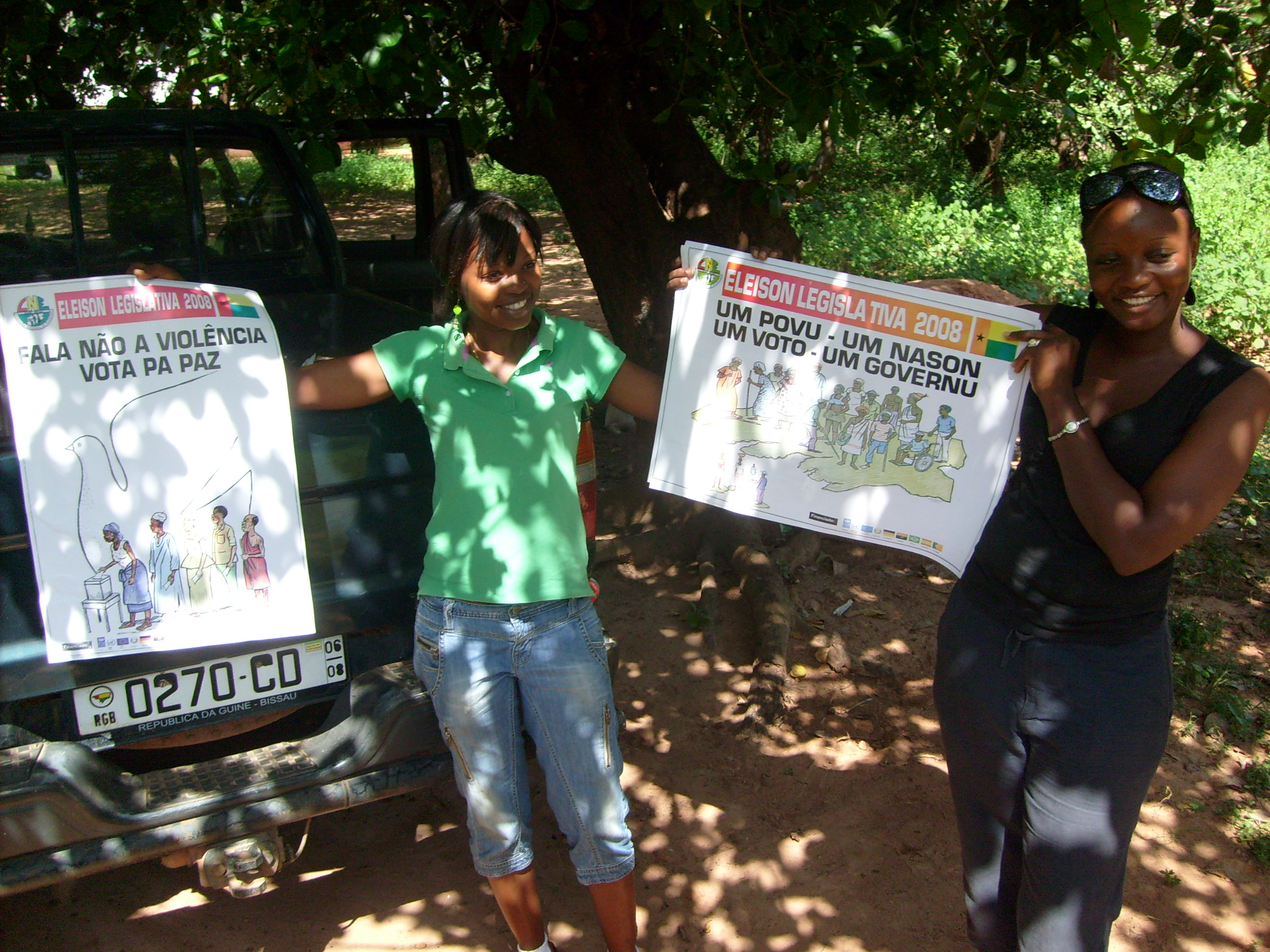
Afiches electorales escritos en criollo de Guinea-Bisáu.

El criollo de Guinea-Bisáu (en portugués: crioulo da Guiné-Bissau) es una lengua criolla portuguesa hablada en Guinea-Bisáu, Senegal y Gambia. Sus hablantes nativos en Guinea-Bisáu también lo llaman kriol, kiriol o kriolu. El criollo portugués en Senegal y Gambia también se llama criollo portuguis. 
El criollo de Guinea-Bisáu es la lengua criolla portuguesa hablada por 600 000 personas (como segunda lengua) en Guinea-Bisáu.
Un dialecto de la lengua criolla portuguesa también se habla en el sur de Senegal, principalmente en la región de Casamanza, una antigua colonia portuguesa, que se conoce como criollo Portuguis de Casamanza. El criollo es la lengua mayoritaria de los habitantes de la región de Casamanza y se utiliza como lengua criolla de comercio.
Solo el 14 % de la población habla el portugués, el idioma oficial, mientras que el 44 % de la población habla el criollo de Guinea-Bisáu. El resto los idiomas usados son nativos africanos, como badjara, balanta-kentohe, basary pulaar, bayote, bainoukgunyuno, biafada, bidyogo, cassanga, ejamat, kobiana, mancanha, mandinga, mandajak, mansoanka, nalu, pepel y soninke.
El criollo se usa ampliamente para la difusión rápida de información entre los bissauguineanos, aunque no para propósitos oficiales o situaciones formales.
- Datos: Q33339